# Saison 2005 de l'équipe cycliste Quick Step-Innergetic
L'Équipe cycliste Quick Step-Innergetic participait en 2005 au ProTour nouvellement créé.

## Effectif
| Cycliste                 | Date de naissance | Nationalité | Équipe 2004     |
| ------------------------ | ----------------- | ----------- | --------------- |
| Paolo Bettini            | 01.04.1974        | Italie      |                 |
| Tom Boonen               | 15.10.1980        | Belgique    |                 |
| Davide Bramati           | 28.06.1968        | Italie      |                 |
| Mads Christensen         | 06.04.1984        | Danemark    | PH              |
| Wilfried Cretskens       | 10.07.1976        | Belgique    |                 |
| Dimitri De Fauw          | 13.07.1981        | Belgique    |                 |
| Kevin De Weert           | 27.05.1982        | Belgique    | Rabobank        |
| Addy Engels              | 16.06.1977        | Pays-Bas    | Bankgiroloterij |
| José Antonio Garrido     | 28.11.1975        | Espagne     |                 |
| Kevin Hulsmans           | 11.04.1978        | Belgique    |                 |
| Servais Knaven           | 06.03.1971        | Pays-Bas    |                 |
| Marc Lotz                | 19.10.1973        | Pays-Bas    | Rabobank        |
| Juan Miguel Mercado      | 08.07.1978        | Espagne     |                 |
| Cristian Moreni          | 21.11.1972        | Italie      | Alessio-Bianchi |
| Nick Nuyens              | 05.05.1980        | Belgique    |                 |
| Luca Paolini             | 17.01.1977        | Italie      |                 |
| José Antonio Pecharromán | 16.06.1978        | Espagne     |                 |
| Filippo Pozzato          | 10.09.1981        | Italie      | Fassa Bortolo   |
| Michael Rogers           | 20.12.1979        | Australie   |                 |
| Sébastien Rosseler       | 15.07.1981        | Belgique    | Relax-Bodysol   |
| Patrik Sinkewitz         | 20.10.1980        | Allemagne   |                 |
| Bram Tankink             | 03.12.1978        | Pays-Bas    |                 |
| Guido Trenti             | 27.12.1972        | Italie      | Fassa Bortolo   |
| Jurgen Van Goolen        | 28.11.1980        | Belgique    |                 |
| Rik Verbrugghe           | 23.07.1974        | Belgique    | Lotto-Domo      |
| Wouter Weylandt          | 27.09.1984        | Belgique    | néo-pro         |
| Stefano Zanini           | 23.01.1969        | Italie      |                 |

## Victoires
Victoires sur le ProTour
| Date       | Course                        | Pays      | Classe | Vainqueur       |
| ---------- | ----------------------------- | --------- | ------ | --------------- |
| 07/03/2005 | 1re étape de Paris-Nice       | France    | PT     | Tom Boonen      |
| 08/03/2005 | 2e étape de Paris-Nice        | France    | PT     | Tom Boonen      |
| 13/03/2005 | 5e étape de Tirreno-Adriatico | Italie    | PT     | Servais Knaven  |
| 03/04/2005 | Tour des Flandres             | Belgique  | PT     | Tom Boonen      |
| 10/04/2005 | Paris-Roubaix                 | France    | PT     | Tom Boonen      |
| 08/05/2005 | 1re étape du Tour d'Italie    | Italie    | PT     | Paolo Bettini   |
| 03/07/2005 | 2e étape du Tour de France    | France    | PT     | Tom Boonen      |
| 04/07/2005 | 3e étape du Tour de France    | France    | PT     | Tom Boonen      |
| 31/07/2005 | HEW Cyclassics                | Allemagne | PT     | Filippo Pozzato |
| 03/08/2005 | Prologue de l'Eneco Tour      | Belgique  | PT     | Rik Verbrugghe  |
| 15/08/2005 | 1re étape du Tour d'Allemagne | Allemagne | PT     | Bram Tankink    |
| 16/08/2005 | 2e étape du Tour d'Allemagne  | Allemagne | PT     | Filippo Pozzato |
| 13/09/2005 | 16e étape du Tour d'Espagne   | Espagne   | PT     | Paolo Bettini   |
| 02/10/2005 | Grand Prix de Zurich          | Suisse    | PT     | Paolo Bettini   |
| 15/10/2005 | Tour de Lombardie             | Italie    | PT     | Paolo Bettini   |

Victoires sur les Circuits continentaux
| Date       | Course                                        | Pays        | Classe | Vainqueur           |
| ---------- | --------------------------------------------- | ----------- | ------ | ------------------- |
| 31/01/2005 | 1re étape du Tour du Qatar                    | Qatar       |        | Tom Boonen          |
| 01/02/2005 | 2e étape du Tour du Qatar                     | Qatar       |        | Tom Boonen          |
| 26/02/2005 | Het Volk                                      | Belgique    |        | Nick Nuyens         |
| 27/02/2005 | Grand Prix de Lugano                          | Suisse      |        | Rik Verbrugghe      |
| 26/03/2005 | Grand Prix E3                                 | Belgique    |        | Tom Boonen          |
| 14/05/2005 | 2e étape du Tour de Picardie                  | France      |        | Tom Boonen          |
| 25/05/2005 | 1re étape du Tour de Belgique                 | Belgique    |        | Tom Boonen          |
| 26/05/2005 | 2e étape du Tour de Belgique                  | Belgique    |        | Tom Boonen          |
| 29/05/2005 | Classement général du Tour de Belgique        | Belgique    |        | Tom Boonen          |
| 05/07/2005 | 2e étape du Tour d'Autriche                   | Autriche    |        | Juan Miguel Mercado |
| 10/07/2005 | Classement général du Tour d'Autriche         | Autriche    |        | Juan Miguel Mercado |
| 27/07/2005 | 3e étape du Tour de la Région wallonne        | Belgique    |        | Luca Paolini        |
| 06/08/2005 | Tour du Latium                                | Italie      |        | Filippo Pozzato     |
| 07/08/2005 | 1re étape du Tour de l'Ain                    | France      |        | Cristian Moreni     |
| 30/08/2005 | 1re étape du Tour de Grande-Bretagne          | Royaume-Uni |        | Nick Nuyens         |
| 01/09/2005 | 3e étape du Tour de Grande-Bretagne           | Royaume-Uni |        | Luca Paolini        |
| 03/09/2005 | 5e étape du Tour de Grande-Bretagne           | Royaume-Uni |        | Nick Nuyens         |
| 04/09/2005 | 6e étape du Tour de Grande-Bretagne           | Royaume-Uni |        | Luca Paolini        |
| 04/09/2005 | Classement général du Tour de Grande-Bretagne | Royaume-Uni |        | Nick Nuyens         |
| 14/09/2005 | Grand Prix de Wallonie                        | Belgique    |        | Nick Nuyens         |

Championnats du monde
| Date       | Course                                   | Pays    | Classe         | Vainqueur |
| ---------- | ---------------------------------------- | ------- | -------------- | --------- |
| 22/09/2005 | Championnat du monde du contre-la-montre | Espagne | Michael Rogers |           |
| 25/09/2005 | Championnat du monde sur route           | Espagne | Tom Boonen     |           |

## Classements UCI ProTour

### Individuel
| Rang | Coureur             | Points |
| ---- | ------------------- | ------ |
| 2    | Tom Boonen          | 171    |
| 8    | Paolo Bettini       | 130    |
| 26   | Michael Rogers      | 80     |
| 54   | Filippo Pozzato     | 41     |
| 61   | Luca Paolini        | 35     |
| 90   | Rik Verbrugghe      | 23     |
| 100  | Patrik Sinkewitz    | 19     |
| 100  | Juan Miguel Mercado | 19     |
| 125  | Cristian Moreni     | 7      |
| 164  | Servais Knaven      | 1      |
| 164  | Bram Tankink        | 1      |

### Équipe
L'équipe Quick Step a terminé à la 12e place avec 253 points.